# L'Arc de triomphe et le Théâtre d'Orange
L'Arc de triomphe et le Théâtre d'Orange est un tableau faisant partie de la série des  Principaux Monuments de la France  du peintre de ruines Hubert Robert sur  des vestiges de la Gaule, une grande peinture à l'huile  destinée à décorer un salon au château de Fontainebleau.

## Histoire
La série commandée en 1786 et réalisée en 1787, n'a jamais été mise en place dans le lieu prévu.
Les tableaux sont conservés au musée du Louvre depuis 1822 à la suite du legs de la veuve du peintre.

## Sujets
L'Arc de triomphe et le théâtre antique d'Orange (Vaucluse) rassemblés dans une perspective imaginaire (de fantaisie) avec  les « Antiques » : l'Arc de triomphe à droite et le Mausolée de Glanum  à gauche,  tous deux de Saint-Rémy-de-Provence.
On le rapprochera de ce tableau plus imaginatif encore rassemblant les vestiges antiques d'Orange de Nîmes et de Saint-Rémy-de-Provence.

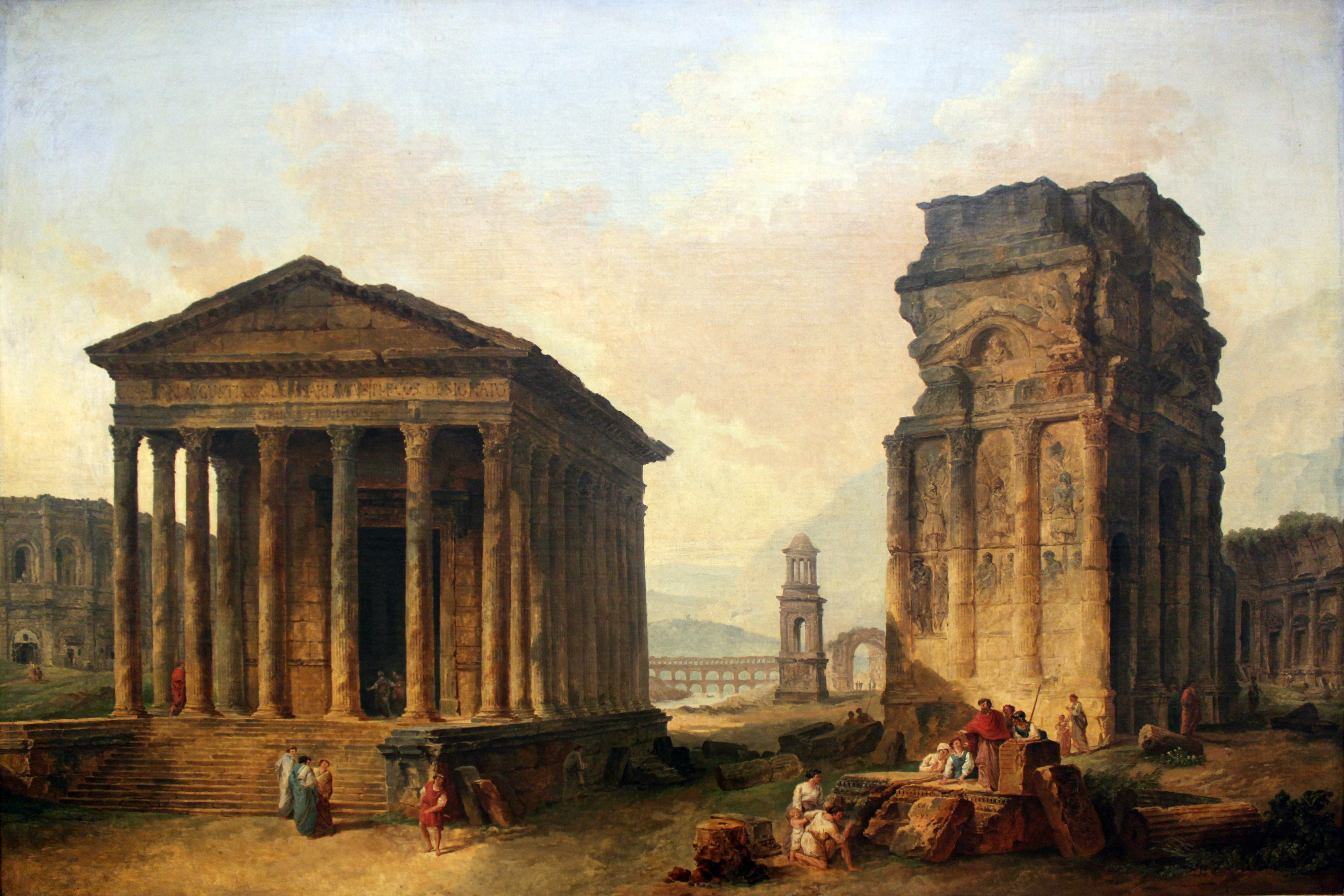
Les Ruines de Nîmes, Orange et Saint-Rémy-de-Provence.